# Баравуха
Баравуха или Боровуха (блр. Баравуха; рус. Боровуха) насељено је место са административним статусом варошице (городской посёлок) у северном делу Републике Белорусије. Административно припада Полацком рејону Витепске области. Насеље је познато и под именом Баравуха-1, пошто у близини града Полацка постоје насеља Баравуха-2 и Баравуха-3. 
Према процени из 2014. у насељу је живело око 5.400 становника.

## Географија
Баравуха се налази на око 12 km од града Наваполацка. Насеље је познато по три језера која се налазе у његовим атарима. 

## Историја
У писаним изворима насеље Баравуха се први пут помиње тек 1812. године. Већи значај само насеље добива након отварања железнице која је повезивала градове Полацк и Витепск, а која је пролазила крај овог насеља. 
После Првог светског рата у насељу је подигнута важна војна база совјетске армије, коју данас корости Војска Белорусије.

## Становништво
Према процени, у насељу је 2014. живело око 5.400 становника.
| 1979. | 1989. | 1999. | 2009. | 2014. |
| ----- | ----- | ----- | ----- | ----- |
| ---   | ---   | ---   | 5.700 | 5.400 |